# ヤマニンスキー
ヤマニンスキー（1975年 - 1998年）は日本の競走馬。中央競馬での競走生活中は条件クラスにとどまり目立った成績を残さなかったが、種牡馬としてGI級競走2勝のヤエノムテキや、優駿牝馬（オークス）優勝馬ライトカラーなど、8頭の重賞勝利馬の父となった。
1歳年下の半弟に7勝を挙げ、本馬と同じく種牡馬となったヤマニンボールド（父ボールドリック）がいる。

## 経歴
母・アンメンショナブルは、北海道苫小牧市に本拠を置く錦岡牧場が1975年にアメリカから輸入した。購入時点でイギリスのクラシック三冠馬・ニジンスキーの仔を宿しており、同年4月28日に持込馬として本馬が誕生した。
1978年、牧場と関係が深い調教師・浅見国一（滋賀県栗東トレーニングセンター）の元に入厩。当時、父ニジンスキー、母の父バックパサーという同じ血統構成を持つ、1歳上のマルゼンスキーが圧倒的なレース振りで連勝を重ねており、本馬にも大きな注目が集まっていた。しかし当歳（出生年）時に痛めていた腰の状態に不安を抱え、デビューは遅れた。

### 戦績
同年9月にデビューを迎えたが、腰の状態が芳しくなく、連敗を続けた。翌1979年4月に通算7戦目で初勝利。この勝利も含めて当年3勝を挙げたが、年末に骨折し、休養を余儀なくされた。翌1980年春に復帰、初戦を5着とした後、2戦目の地方競馬騎手招待競走で4勝目を挙げた。このとき騎乗した安藤勝己（当時笠松競馬所属、後JRAに移籍）はこれが中央競馬での初騎乗・初勝利であった。続く条件戦2走を2、1着とした後、脚部不安を生じて秋まで休養。復帰緒戦として初めて出走したオープン競走で後方から追い込んで4着、翌週連闘で臨んだ条件戦では先行策から2着となった。
本格化かとも目されたが、この後に脚部不安が再発。以後復帰することができず、1982年に競走生活から引退、錦岡牧場と同族経営のヤマニンベン牧場で種牡馬となった。デビュー前から成績の良否に関わらず種牡馬入りの予定はあったが、同場長の土井瑛児は、腰の不安から大成できなかった点について「能力は間違いなくあっただけに、少し残念でしたね」と語っている。

### 種牡馬時代
先に種牡馬入りしていたマルゼンスキーが種牡馬として成功を見せており、本馬はその代替種牡馬として、初年度から32頭、翌年には68頭の交配相手を集めた。相手牝馬の質は高いものではなかったが、初年度産駒から有馬記念3着などオープンクラスで出走を続けたハシケンエルドを出した。1988年には3年目の産駒であるヤエノムテキが皐月賞を制し、産駒の重賞初勝利をクラシック競走で挙げた。翌年もライトカラーがオークスを制し、マルゼンスキーの代用という位置から内国産有力種牡馬の1頭となった。
以後もコンスタントに重賞勝利馬を輩出して人気を保っていたが、1998年の交配シーズン直前、生殖能力を確認するための試験種付けの途中で突如転倒し、胸椎を骨折して死亡した。24歳（現表記23歳）。遺体はヤマニンベン牧場の高台に埋葬され、牧場内に墓が建立されている。

## 年度別競走成績
- 1978年（4歳）：3戦0勝
- 1979年（5歳）：13戦3勝
- 1980年（6歳）：6戦2勝

## 主な産駒
- 1985年産
  - ヤエノムテキ（皐月賞、天皇賞（秋）、京都新聞杯、鳴尾記念、大阪杯）
  - ルイテイト（スプリンターズステークス2着）
- 1986年産
  - ライトカラー（優駿牝馬）
  - アツムテキ（京都大障害（春））
- 1987年産
  - ヤマニンシアトル（愛知杯）
- 1988年産
  - ヤマニンフォックス（中日新聞杯）
- 1990年産
  - アイオーユー（カブトヤマ記念）
  - ポジー（神無月ステークス）
- 1994年産
  - ツルマルガイセン（中日新聞杯、カブトヤマ記念）
- 1996年産
  - ヤマニンアクロ（共同通信杯4歳ステークス）

### ブルードメアサイアーとしての主な産駒
- ヤマニンミラクル（京成杯3歳ステークス）
- ヤマニンアビリティ（京成杯3歳ステークス）
- ウインジェネラーレ（日経賞）
- マイネルジャパン（函館3歳ステークス）
- ヤマニンリスペクト（函館記念）
- ホッコーパドゥシャ（新潟記念）

## 血統表
| ヤマニンスキーの血統                           | ヤマニンスキーの血統                                          | ヤマニンスキーの血統                                          | （血統表の出典）                                              | （血統表の出典） |
| 父系                                           | ニジンスキー系                                                | ニジンスキー系                                                | ニジンスキー系                                                |                  |
| 父 Nijinsky II 1967 鹿毛                       | 父の父Northern Dancer 1961 鹿毛                               | Nearctic                                                      | Nearco                                                        | Nearco           |
| 父 Nijinsky II 1967 鹿毛                       | 父の父Northern Dancer 1961 鹿毛                               | Nearctic                                                      | Lady Angela                                                   |                  |
| 父 Nijinsky II 1967 鹿毛                       | 父の父Northern Dancer 1961 鹿毛                               | Natalma                                                       | Native Dancer                                                 | Native Dancer    |
| 父 Nijinsky II 1967 鹿毛                       | 父の父Northern Dancer 1961 鹿毛                               | Natalma                                                       | Almahmoud                                                     |                  |
| 父 Nijinsky II 1967 鹿毛                       | 父の母Flaming Page 1959 鹿毛                                  | Bull Page                                                     | Bull Lea                                                      | Bull Lea         |
| 父 Nijinsky II 1967 鹿毛                       | 父の母Flaming Page 1959 鹿毛                                  | Bull Page                                                     | Our Page                                                      |                  |
| 父 Nijinsky II 1967 鹿毛                       | 父の母Flaming Page 1959 鹿毛                                  | Flaring Top                                                   | Menow                                                         | Menow            |
| 父 Nijinsky II 1967 鹿毛                       | 父の母Flaming Page 1959 鹿毛                                  | Flaring Top                                                   | Flaming Top                                                   |                  |
| 母 *アンメンショナブル Unmentionable 1970 鹿毛 | 母の父Buckpasser 1963 鹿毛                                    | Tom Fool                                                      | Menow                                                         | Menow            |
| 母 *アンメンショナブル Unmentionable 1970 鹿毛 | 母の父Buckpasser 1963 鹿毛                                    | Tom Fool                                                      | Gaga                                                          |                  |
| 母 *アンメンショナブル Unmentionable 1970 鹿毛 | 母の父Buckpasser 1963 鹿毛                                    | Busanda                                                       | War Admiral                                                   | War Admiral      |
| 母 *アンメンショナブル Unmentionable 1970 鹿毛 | 母の父Buckpasser 1963 鹿毛                                    | Busanda                                                       | Businesslike                                                  |                  |
| 母 *アンメンショナブル Unmentionable 1970 鹿毛 | 母の母Petticoat 1961 栗毛                                     | Palestinian                                                   | Sun Again                                                     | Sun Again        |
| 母 *アンメンショナブル Unmentionable 1970 鹿毛 | 母の母Petticoat 1961 栗毛                                     | Palestinian                                                   | Dolly Whisk                                                   |                  |
| 母 *アンメンショナブル Unmentionable 1970 鹿毛 | 母の母Petticoat 1961 栗毛                                     | Sabana                                                        | Bryan G.                                                      | Bryan G.         |
| 母 *アンメンショナブル Unmentionable 1970 鹿毛 | 母の母Petticoat 1961 栗毛                                     | Sabana                                                        | Satsuma F-No.9-b                                              |                  |
| 5代内の近親交配                                | Menow 4×4=12.50%、Blue Larkspur 5×5=6.25%、Bull Dog 5×5=6.25% | Menow 4×4=12.50%、Blue Larkspur 5×5=6.25%、Bull Dog 5×5=6.25% | Menow 4×4=12.50%、Blue Larkspur 5×5=6.25%、Bull Dog 5×5=6.25% |                  |

父は種牡馬として世界各国で活躍馬を輩出した。母は6戦未勝利であるが、祖母ペティコートは11勝を挙げており、重賞での勝利こそないがのちにG1に格付けられたレースなどで8度の入着経験を持つ。なお、母アンメンショナブルはヤマニンボールドを出産した年に死亡したため日本では牝系が現存していない。